# Bromius
Dans la Grèce antique, Bromius, ou Bromios (en grec ancien Βρομιος / Bromios) est une épithète du dieu Dionysos (correspondant à Bacchus dans la Rome antique). 
Selon Richard Buxton, Bromius (Bromios) est un autre nom pour une divine fondamentale, la figure qui précède Ouranos et de la Nuit dans le mythe orphique. Ce point de vue alternatif à Hésiode a été découvert par un papyrus fragmentaire découvert dans la nécropole de Derveni en Macédoine (Grèce), en 1962.

## Signification de l'épithète
Il existe plusieurs explications quant à l'origine et au sens de cette épithète. 
La plupart des auteurs antiques s'accordent sur le fait que l'épithète fait référence au bruit et au tapage, Bromius signifiant ainsi « bruyant », « rugissant », « turbulent » ou « tapageur », du grec ancien βρέμειν, rugir. Pour certains auteurs, elle proviendrait du fait que Dionysos soit né pendant un orage bruyant, une tempête de tonnerre et d'éclairs. Pour d'autres, l'épithète ferait référence à la nymphe Brome, ou au bruit des processions bacchantiques, d'où le verbe βρομεάζεσθαι / bromeazesthai, "faire rage comme une Bacchante" ,.
La Souda, une encyclopédie grecque de la fin du Xe siècle, dans son article sur Bromios, est le seul texte à lui donner une origine étymologique et donc une signification différente :
« "Bromios : Dionysos, le faiseur de fruits. De bora (nourriture) vient le borimos, et par métathèse le bromios." »

## Mythologie
Bromius est un autre nom de Dionysos, fils de Sémélé et de Zeus. Jalouse, la femme de Zeus, Héra découvrit l'affaire et s'arrangea pour influencer Sémélé afin que celle-ci demande à Zeus de lui révéler sa vraie forme. Après que Zeus a promis à son amante qu'il lui exaucerait un souhait, celle-ci demande à le voir dans son apparence divine (une manifestation appelée dans l'antiquité épiphanie). Le corps mortel de Sémélé ne peut résister à l'écrasant spectacle, accompagné par la foudre et le feu, et elle est détruite. Sémélé était enceinte à l'époque; alors Zeus recueillit l'enfant de l'utérus de sa mère et le mit dans sa cuisse jusqu'à ce qu'il soit prêt à naître. Malgré son ascendance semi-mortelle, Bromius est un vrai dieu (par opposition à un demi-dieu) du fait d'être né de Zeus ; il est ainsi appelé le « deux fois né de dieu ».

## Autre personnage ayant le même nom
Un autre Bromius existe dans la mythologie grecque. Il s'agit de l'un des fils de Aegyptus et Caliadne. Il est marié à (et a été assassiné par) Erato, une des Danaïdes, fille de Danaos et Polyxo. Elle l'a assassiné la nuit de leur mariage,.